# Трес-Раншус
Трес-Раншус (порт. Três Ranchos) — муниципалитет в Бразилии, входит в штат Гояс. Составная часть мезорегиона Юг штата Гойас. Входит в экономико-статистический микрорегион Каталан. Население составляет 3894 человека на 2006 год. Занимает площадь 282,064 км². Плотность населения — 11,5 чел./км².

## Статистика
- Валовой внутренний продукт на 2003 год составляет 12 120 068,00 реалов (данные: Бразильский институт географии и статистики).
- Валовой внутренний продукт на душу населения на 2003 год составляет 3962,10 реала (данные: Бразильский институт географии и статистики).
- Индекс развития человеческого потенциала на 2000 год составляет 0,788 (данные: Программа развития ООН).